# Foursome
Foursome  is een term uit de golfsport.
In Nederland werd het eerste nationale foursomekampioenschap in 1931 gespeeld.

## Beschrijving
Bij een foursometoernooi wordt er gespeeld in teams van twee personen. Ieder team speelt samen met één bal, die ze beurtelings slaan. Van tevoren wordt bedacht wie er op de even holes afslaat en wie op de oneven holes. Nadat een speler heeft afgeslagen, doet zijn partner de tweede slag. Zo spelen zij om beurten tot het einde van de hole.
Meestal wordt foursome gecombineerd met matchplay, waarbij aan het einde van de hole vaststaat welk team de hole heeft gewonnen. Het winnend team krijgt een punt. Bij gelijke score krijgt ieder team een halve punt.
Een variant op foursome is greensome, waarbij beide teamleden afslaan, en daarna wordt beslist met welke bal zal worden doorgespeeld. Dit hoeft niet de verste bal te zijn: de keuze is aan de spelers. Daarna wordt de gekozen bal beurtelings doorgespeeld tot het einde van de hole. De niet gekozen bal wordt dan opgeraapt.